# Nicolò Turco
Nicolò Turco (Tortona, Italia, 15 de enero de 2004) es un futbolista italiano que juega de delantero en el F. C. Liefering de la 2. Liga.

## Estadísticas

### Clubes
Actualizado al último partido disputado el 17 de mayo de 2025.
| Club                      | Div.          | Temporada     | Liga  | Liga  | Liga   | Copas nacionales | Copas nacionales | Copas nacionales | Copas internacionales | Copas internacionales | Copas internacionales | Total | Total | Total  |
| Club                      | Div.          | Temporada     | Part. | Goles | Asist. | Part.            | Goles            | Asist.           | Part.                 | Goles                 | Asist.                | Part. | Goles | Asist. |
| ------------------------- | ------------- | ------------- | ----- | ----- | ------ | ---------------- | ---------------- | ---------------- | --------------------- | --------------------- | --------------------- | ----- | ----- | ------ |
| F. C. Liefering · Austria | 2.ª           | 2023-24       | 11    | 1     | 1      | —                | —                | —                | —                     | —                     | —                     | 11    | 1     | 1      |
| F. C. Liefering · Austria | Total club    | Total club    | 11    | 1     | 1      | 0                | 0                | 0                | 0                     | 0                     | 0                     | 11    | 1     | 1      |
| Milan Futuro · Italia     | 3.ª           | 2024-25       | 22    | 1     | 1      | 1                | 0                | 0                | —                     | —                     | —                     | 23    | 1     | 1      |
| Milan Futuro · Italia     | Total club    | Total club    | 22    | 1     | 1      | 1                | 0                | 0                | 0                     | 0                     | 0                     | 23    | 1     | 1      |
| Total carrera             | Total carrera | Total carrera | 33    | 2     | 2      | 1                | 0                | 0                | 0                     | 0                     | 0                     | 34    | 2     | 2      |